# Unione Sportiva Castelnuovo Garfagnana 2003-2004
Questa voce raccoglie le informazioni riguardanti l'Unione Sportiva Castelnuovo Garfagnana nelle competizioni ufficiali della stagione 2003-2004.

## Rosa
| N. |                   | Ruolo | Calciatore           |
| -- | ----------------- | ----- | -------------------- |
|    | Italia (bandiera) | C     | Manuel Alberti       |
|    | Italia (bandiera) | A     | Damiano Biggi        |
|    | Italia (bandiera) | C     | Enzo Cavalcante      |
|    | Italia (bandiera) | D     | Michele Coppola      |
|    | Italia (bandiera) | C     | Daniele Crudeli      |
|    | Italia (bandiera) | D     | Simone Felici        |
|    | Italia (bandiera) | C     | Francesco Fiori      |
|    | Italia (bandiera) | C     | Valerio Fommei       |
|    | Italia (bandiera) | C     | Damiano Fontana      |
|    | Italia (bandiera) | P     | Massimiliano Franchi |
|    | Italia (bandiera) | D     | Andrea Gazzoli       |
|    | Italia (bandiera) | C     | Luigi Grassi         |

| N. |                   | Ruolo | Calciatore           |
| -- | ----------------- | ----- | -------------------- |
|    | Italia (bandiera) | A     | Gabriele Grillo      |
|    | Italia (bandiera) | P     | Cristiano Lorenzetti |
|    | Italia (bandiera) | A     | Cristiano Luconi     |
|    | Italia (bandiera) | D     | Massimo Macelloni    |
|    | Italia (bandiera) | C     | Nicola Malventi      |
|    | Italia (bandiera) | A     | Francesco Martelloni |
|    | Italia (bandiera) | C     | Christian Pennucci   |
|    | Italia (bandiera) | C     | Daniele Puccetti     |
|    | Italia (bandiera) | A     | Matteo Rossi         |
|    | Italia (bandiera) | D     | Antonio Silvestri    |
|    | Italia (bandiera) | C     | Simone Tolaini       |
|    | Italia (bandiera) | C     | Salvatore Tommaselli |